# Жовновка
Жовновка (укр. Жовнівка) — село в Бережанской городской общине Тернопольского района Тернопольской области Украины.
До 2020 года входило в Бережанский район.
Код КОАТУУ — 6120481601. Население по переписи 2001 года составляло 469 человек.

## Географическое положение
Село Жовновка находится на левом берегу реки Ценюв,
выше по течению на расстоянии в 1,5 км расположено село Шибалин,
ниже по течению на расстоянии в 3,5 км расположено село Рыбники,
на противоположном берегу — село Потуторы.
Рядом проходят автомобильная дорога Т-2004 и
железная дорога, станция Жолква.

## История
- 1453 год — дата основания.

## Экономика
- Консервный завод.

## Объекты социальной сферы
- Школа І ст.